# ゲオルギー・チェルパーノフ

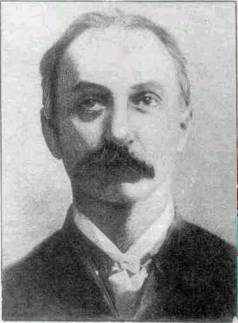
ゲオルギー・チェルパーノフ

ゲオルギー・イヴァーノヴィチ・チェルパーノフ（ロシア語: Гео́ргий Ива́нович Челпа́нов, ラテン文字転写: Georgy Ivanovich Chelpanov、1862年4月28日（ユリウス暦4月16日） - 1936年2月13日）は、ソビエト連邦の心理学者、哲学者、論理学者。1892年から1906年までキエフ大学哲学教授。1907年から1923年までモスクワ大学哲学教授。モスクワ大学付属心理学研究所の創設者。精神と肉体の経験論的平行論によるヴント流の理論を心理学の基礎においた。マリウポリ出身。中等学校用の心理学と論理学の教科書を著した。実験心理学を支持したが、自己観察を中心とした当時の水準での心理学実験について資料としての意義を尊重しなかった。チェルパーノフの立場を観念論的心理学と名指しするコルニーロフ派との論戦に敗れ、1923年国家学術協議会によって研究所長を解任される。

## 著書
- 『先験性及び生得性に関する学説との関連における空間知覚の諸問題』（1896年－1904年）
- 『脳と魂』（1918年）
- 『実験心理学序説』（1924年）
- 『心理学か反射学か？（心理学の論争問題）』（1926年）